# Взять живым
«Взять живым» — советский трёхсерийный телесериал, снятый в 1982 году на Одесской киностудии режиссёром Вадимом Лысенко.
Экранизация одноименного во многом автобиографичного романа Владимира Карпова, в годы войны служившего разведчиком, Героя Советского Союза.

## Сюжет
Юный солдат Василий Ромашкин отправляется на фронт во время Великой Отечественной войны. Василию предстоит пройти через множество испытаний и потерь, но не терять веру в надежду. В итоге он заканчивает боевой путь офицером разведки.

## В ролях
- Фёдор Сухов — Василий Ромашкин
- Александр Потапов — Гриша Куржаков, лейтенант, командир роты
- Игорь Ефимов — Гарбуз, комиссар
- Юрий Соловьёв — Караваев, командир полка, майор
- Леонид Неведомский — Доброхотов, генерал
- Георгий Назаренко — Казаков, начальник разведки полка
- Александр Игнатуша — Богдан Шовкопляс, разведчик
- Сергей Маковецкий  — Александр Пролёткин, разведчик, одессит
- Александр Беспалый — Ваня Рогатин, разведчик
- Анатолий Юрченко — Голощапов, разведчик
- Виктор Павлов — Жмаченко, старшина
- Владимир Зайцев — Коноплёв, разведчик, комсорг
- Владимир Шакало — Микола Цымбалюк, разведчик
- Валерий Зайцев — Жук, разведчик
- Леонид Муратов — Наиль Хамидуллин, разведчик
- Никита Лысенко — Костя Королевич, разведчик
- Виктор Бычков— Лузгин, разведчик
- Александр Жданов — Кузя Пряхин, солдат
- Елена Козелькова — Надежда Семёновна, мама Василия Ромашкина
- Елизавета Суржикова — Шура, музыкант из Ленинграда
- Александр Леньков — капитан Ким Птицын, корреспондент газеты «Красная Звезда»
- Ирина Зеленко — Зина, одноклассница (в титрах — Ирина Ефремова-Зеленко)
- Евгений Соляков — Пётр Нагорный, солдат из роты Телегина, профессор-литературовед (нет в титрах)
- Борис Юхананов — Карапетян, одноклассник, однополчанин Ромашкина
- Андрей Гусев — одноклассник, однополчанин Ромашкина
- Ростислав Янковский — доктор
- Галина Макарова — сиделка в госпитале
- Арнис Лицитис — полковник
- Евгений Никитин — Фёдор, капитан
- Владимир Грицевский — Гулиев, однополчанин Ромашкина
- Александр Аржиловский — Морейко, капитан, однополчанин Ромашкина
- Тамара Муженко — землячка Ромашкина
- Рудольф Мухин — рядовой из роты Телегина, намеревавшийся сдаться фашистам
- М. Юрченко — эпизод
- В. Мельников — эпизод
- Андрей Кулешов — эпизод
- Георгий Волчек — эпизод
- Г. Ерофеева — эпизод
- Т. Шеншина — эпизод
- Юрий Баталов — солдат (нет в титрах)

## Песни в фильме
В телесериале звучат баллады Александра Злотника на стихи Георгия Поженяна в исполнении Иосифа Кобзона. Также во второй серии исполнитель роли капитана Казакова, начальника разведки полка, Георгий Назаренко исполняет собственную «Песню о полевой почте